# Округ АК Волинь
Округ Волинь (пол. Okręg Wołyń AK) — структурна одиниця Служби перемоги Польщі, Союзу збройної боротьби, а з 14 лютого 1942 року — Армії Крайової. Кодова назва: «Konopie» (Коноплі)
Спочатку округ входив до Львівської області Армії Крайової, проте з 1 листопада 1942 року перейшов у безпосереднє командування Головної комендатури Армії Крайової.
Під час акції «Буря» з сил округу було утворено 27-му Волинську дивізію піхоти АК.

### Організаційна структура
- Інспекторат Ковель «Kuźnia» (Кузня) 
  - Область Ковель-Місто «Klin»
    - Сектор Ковель-Середмістя
    - Сектор Ковель II
    - Сектор Ковель-Гірка
    - Сектор Зелінка під Ковелем

  - Область Ковель-Терен
    - Сектор Турійськ
    - Сектор Голоби

  - Область Любомль «Kowadło» (Ковадло)
    - Сектор Любомль
    - Сектор Чмикос
    - Сектор Острівки
    - Сектор Ягодин
- Інспекторат Луцьк «Łuna»  (Місяць)
  - Область Луцьк «Łan» (Лан)
    - Сектор Луцьк-Північ
    - Сектор Луцьк-Середмістя
    - Сектор Луцьк-Красне
    - Сектор Торчин
    - Сектор Несвіч

  - Область Ківерці «Łąka» (Лука)
    - Сектор Ківерці
    - Сектор Пшебраже
    - Сектор Арматнів
    - Сектор Цумань-Олика
    - Сектор Рожище «Koło» (Коло)
    - Сектор Переспа  (криптонім «Стохід»)

  - Область Горохів «Łom» (Лом)
    - Сектор Горохів
    - Сектор Кисилин

  - Область Володимир-Волинський «Ława» (Лава)
    - Сектор Володимир-Волинський-Місто
    - Сектор «Схід»
    - Сектор «Південь»
    - Сектор «Північ»

- Інспекторат Рівне «Browar» (Бровар) 
  - Область Рівне «Błysk» (Блиск)
    - Сектор Рівне-Місто

  - Область Здолбунів «Brzeg» (Берег)
    - Сектор Вітольдівка
    - Сектор Мізоч
    - Сектор Острог

  - Область Костопіль «Bór» (Бір)
    - Сектор Костопіль
    - Сектор Деражне
    - Сектор Янова Долина
    - Сектор Малинськ
    - Сектор Бережне
    - Сектор Гута Степанська
- Інспекторат Дубно «Dąbrowa»  (Дуброва)
  - Область Дубно «Dźwig»
    - Сектор Дубно

  - Область Кременець «Dzwon» (Дзвін)
    - Сектор Кременець
- Окрема область Сарни «Staw»  (Став)